# 長野県軽井沢高等学校
長野県軽井沢高等学校（ながのけん かるいざわこうとうがっこう）は、長野県北佐久郡軽井沢町大字軽井沢にある公立高等学校。略称は「軽高」（かるこう）。
文化祭は「噴煙祭」と称し、その名称は火山である浅間山に由来する。

## 沿革
- 1943年4月 - 町立軽井沢高等女学校として開校。
- 1944年4月 - 町立軽井沢高等女学校に改称。
- 1948年4月1日 - 学制改革により、男女共学の長野県軽井沢高等学校となる。普通科を設置。
- 1949年4月1日 - 県立に移管。
- 1993年4月1日 - 長野県内初の英語科を設置。
- 2003年4月 - 文部科学省より学力向上フロンティアハイスクールの指定（3年間）を受ける。
- 2007年3月 - 長野大学と高大交流協定を締結
- 2007年4月 - 英語科から国際文化科に改編

## 教育目標
日本国憲法、教育基本法の精神に基づき、教養を高め、知性を磨き、豊かな情操と創造性に富む人間形成をはかるとともに、広い視野と正しい判断のもとに行動する有意な社会形成者の育成をめざす。

## 著名な出身者
- たがみよしひさ - 漫画家
- 市村和昭 - 競輪選手、スピードスケート選手。1980年のレークプラシッドオリンピック代表。
- 市川美余 - 元カーリング選手。
- 藤巻進 - 軽井沢町長
- 潤（PIERROT、ALvino）（中退） - ヴィジュアル系ロックバンド
- 佐藤和紀 - 信州大学教育学部 准教授

## 校歌
室生犀星 作詞、信時潔 作曲。
- 長野県軽井沢高等学校校歌 音量注意

## 最寄駅
- しなの鉄道しなの鉄道線：軽井沢駅、中軽井沢駅